# Gérard Terrier
Gérard Terrier, né le 1er février 1948 à Verdun, est un homme politique français.

## Biographie
Fils de Georges Terrier et de Micheline Bille, Gérard Terrier est l'aîné d'une famille de 6 enfants (5 garçons et une fille). Issu d'une famille ouvrière, il est père de trois enfants, une fille et deux garçons.
Il effectue ses études secondaires au collège Buvignier et au lycée Technique Vauban à Verdun, puis est inscrit à la faculté des Sciences en Mathématiques Physiques à Nancy. Il suit l'enseignement du Conservatoire national des arts et métiers. Il obtient le titre d’Ingénieur Professionnel de France (IPF) en 1988, avec comme spécialités la construction métallique et les ouvrages d'art.
Il accomplit ses obligations militaires, incorporé le 1er novembre 1969 au 6e RPIMA à Mont-de-Marsan (Landes) et libéré en qualité de 1re classe le 1er novembre 1970, service au cours duquel il est breveté parachutiste.

### Activités professionnelles
Le début de sa carrière est consacré à l'enseignement, de septembre 1967 à novembre 1969 en qualité de maître auxiliaire à Commercy au Lycée Henri-Vogt et de novembre 1969 à novembre 1971 en qualité maître auxiliaire au Lycée Technique Vauban et au Lycée Margueritte à Verdun où il a enseigné les mathématiques et la technologie. Puis sa formation de technicien l'a conduit à Maizières-lès-Metz à Sotracomet (Entreprise de Constructions métalliques), entreprise dans laquelle il a exercé le métier de dessinateur projeteur et ingénieur-calculateur du 17 novembre 1971 au 31 août 1975. C'est dans cette entreprise que son engagement au service des autres a débuté par son élection en qualité de délégué du personnel C.F.D.T. en 1972.
Premier accident social en 1975, année qui voit la cessation d'activités de Sotracomet. Delattre Levivier (entreprise de constructions métalliques à Woippy) lui propose alors un poste de chef de bureau des calculateurs qu'il occupe du 1er septembre 1975 au 31 octobre 1976. Il décide ensuite de créer un bureau d'études et d'ingénieurs conseils. Ainsi Socalco (Société de Calcul et Contrôles) voit le jour en novembre 1976. Il en assure la gérance en qualité de co-gérant associé, assurant à la fois les fonctions de chef d’entreprise et d’ingénieur. Il quitte cette entreprise en juin 1997, car ses fonctions électives sont devenues incompatibles avec son activité professionnelle.
Le directeur de l’E.S.T.P (école spéciale des travaux publics) de Metz, devenue ESITC (école supérieure d’ingénieurs des travaux de la construction de Metz), lui propose un poste d'enseignant. Ainsi au cours des années scolaires 1994-1995, 1995-1996 et 1996-1997 il assure les cours de charpente métallique et de calcul informatique des structures pour les élèves de 4e année.

### Activités politiques
Il adhère au Parti socialiste en 1972 et il assure la présidence de la commission exécutive de la fédération de Moselle pendant 6 ans.
Il est élu membre du bureau fédéral du P.S. Moselle ayant la charge de la charte des élus, pendant quatre ans.
Il est élu maire PS de Maizières-lès-Metz en 1995, après deux mandats de conseiller municipal d'opposition (1983-1995). Puis il est élu député en 1997 à la suite d'une triangulaire avec le Front national. En 1998, il est élu conseiller général du Canton de Maizières-lès-Metz.
N'ayant pas résisté aux « vagues bleues » de 2002 puis de 2007, il est battu par le maire de Woippy François Grosdidier. Il est réélu aux cantonales de 2004, face au maire d'Hagondange M. Mahler avec 59 % des voix conservant le siège qu'il avait ravi à ce dernier en 1998.
Il remporte une troisième fois les cantonales en 2011 avec 62 % des voix, le candidat de la droite Julien Freyburger étant éliminé dès le premier tour avec 19,74 % des voix.
En 2012, il redevient député de la 1re circonscription de la Moselle, mais cette fois comme suppléant d'Aurélie Filippetti, titulaire du siège, mais nommée Ministre de la Culture et de la Communication dans le second gouvernement de Jean-Marc Ayrault, qui ne peut conserver son mandat. La circonscription est en effet redécoupée, ce qui a obligé Aurélie Filippetti à abandonner la 8e circonscription pour la 1re redécoupée elle aussi. François Grosdidier avait laissé le siège vacant depuis son élection au Sénat en septembre 2011.
Le 23 mars 2014, il perd les élections municipales face à la liste menée par Julien Freyburger (UMP) ; sa liste n'ayant recueilli que 2 113 voix (44,18 %) contre 2670 (55,82 %) pour le candidat UMP. Il reste néanmoins député de la 1re circonscription de la Moselle à la suite du maintien d'Aurélie Filippetti, le 31 mars 2014, en tant que Ministre de la Culture au sein du gouvernement de Manuel Valls.
À la suite de l'annonce faite le 25 août 2014 par Aurélie Filippetti, annonçant son intention de ne pas participer au second gouvernement de Manuel Valls, il perd son mandat de député de la Moselle un mois après le départ de celle-ci du gouvernement.
Au cours de son premier mandat parlementaire il était inscrit au groupe Socialiste, républicain et citoyen, membre de la commission des Affaires Culturelles, Familiales et Sociales et Vice-président du groupe d’amitié du Burkina Faso.
Co-responsable du groupe socialiste pour la loi des 35 heures il participé à la commission mixte paritaire au sénat et malgré quelques désaccords mineurs avec Martine Aubry il s'est vu confier plusieurs rapports de loi :
- Rapporteur de la proposition de loi sur le régime local Alsace-Moselle.
- Rapporteur du projet de loi sur les chèques-vacances[7].
- Rapporteur du projet de loi de modernisation sociale[8],[9]qui a été un énorme rapport introduisant en particulier la validation des acquis de l'expérience et la lutte contre le harcèlement au travail à la suite d'une demande du député communiste Georges Hage.

Au cours du second mandat parlementaire il était inscrit au groupe socialiste membre, de Commission des affaires économiques du 20 septembre au 21 septembre 2012, de la Commission des affaires étrangères du 3 août au 19 septembre 2012 et du 22 septembre au 24 septembre 2012 de la Commission des finances, de l'économie générale et du contrôle budgétaire du 25 septembre 2012 au 26 septembre 2014.
Il a à ce titre était rapporteur du budget des anciens combattants.
Il a été également membre de la commission d'enquête sur la situation de la sidérurgie et de la métallurgie françaises et européennes dans la crise économique et financière et sur les conditions de leur sauvegarde et de leur développement du 30 janvier au 10 juillet 2013.
Du 25 juillet 2012 au 26 septembre 2014, il a été membre de la délégation aux outre-mer.
Il a également siégé comme membre de la délégation française à l'Assemblée parlementaire du Conseil de l'Europe du 2 août 2012 au 26 septembre 2014.
Il a été signataire de l'appel des 200 députés de la majorité afin de réaffirmer la loyauté envers le gouvernement mais en refusant d'être des godillots[non neutre] et ceci en opposition avec les frondeurs. Il était sur ce point en désaccord avec sa titulaire Aurélie Filippetti.

## Mandats
- 22 juillet 2012 - 26 septembre 2014 : député de la 1re circonscription de la Moselle comme suppléant d'Aurélie Filippetti.
- 1er juin 1997 - 18 juin 2002 : député de la Moselle (suppléant : Dominique Gros).
- 1998-2012 : conseiller général de la Moselle.
- 1995-2014 : maire de Maizières-lès-Metz.
- 1983 - 21 novembre 2017 : conseiller municipal de Maizières-lès-Metz.